# Thalusia erythromera
Thalusia erythromera este o specie de coleopter din familia Cerambycidae. Acesta a fost descrisă de Audinet-Serville în 1834.

## Referente
1. ↑  Bezark, Larry G. A Photographic Catalog of the Cerambycidae of the World Arhivat în 20 aprilie 2018, la Wayback Machine.. Retrieved on 22 May 2012.